# FK Chirchiq
FK Chirchiq (uzb. «Chirchiq» futbol klubi, ros. Футбольный клуб «Чирчик», Futbolnyj Kłub "Czirczik") – uzbecki klub piłkarski, mający siedzibę w mieście Chirchiq na wschodzie kraju. Założony w roku 1988.
W latach 1992–1995 występował w Oʻzbekiston PFL.

## Historia
Chronologia nazw:
- 1988–1989: Selmashevets Chirchiq (ros. «Сельмашевец» Чирчик)
- 1990–1995: FK Chirchiq (ros. ФК «Чирчик»)

Piłkarska drużyna Selmashevets została założona w miejscowości Chirchiq w 1988 roku i reprezentowała miejscowy zakład budowy maszyn rolniczych. W 1989 zespół debiutował w Drugiej Lidze, strefie 7 Mistrzostw ZSRR. W 1990 po reorganizacji systemu lig ZSRR klub został zdegradowany do Drugiej Niższej Ligi, strefy 9. Wtedy zmienił nazwę FK Chirchiq.
W 1992 debiutował w pierwszych niepodległych rozrywkach Wyższej Ligi Uzbekistanu. W 1995 zajął ostatnie 16. miejsce i spadł do Pierwszej Ligi. Jednak z powodu bankructwa zrezygnował z dalszych rozgrywek i został rozformowany.

## Sukcesy

### Trofea międzynarodowe
Nie uczestniczył w rozgrywkach azjatyckich (stan na 31-05-2015).

### Trofea krajowe
Uzbekistan
| \| \| Zdobyte trofea w rozgrywkach Uzbekistanu (stan na: 31-05-2015) \| |                                                                |      |                  |
| Rozgrywki                                                               | Osiągnięcie                                                    | Razy | Sezon(y)         |
| Mistrzostwo                                                             | I miejsce                                                      | 0    |                  |
| Mistrzostwo                                                             | II miejsce                                                     | 0    |                  |
| Mistrzostwo                                                             | III miejsce                                                    | 0    |                  |
| Mistrzostwo                                                             | 12. miejsce                                                    | 1    | 1992             |
| Puchar                                                                  | zdobywca                                                       | 0    |                  |
| Puchar                                                                  | finalista                                                      | 0    |                  |
| Puchar                                                                  | 1/8 finału                                                     | 3    | 1992, 1993, 1995 |
| II liga                                                                 | I miejsce                                                      | 0    |                  |
| II liga                                                                 | II miejsce                                                     | 0    |                  |
| II liga                                                                 | III miejsce                                                    | 0    |                  |
| Uzbekistan                                                              | Zdobyte trofea w rozgrywkach Uzbekistanu (stan na: 31-05-2015) |      |                  |

ZSRR
- Wtoraja liga ZSRR:
  - 19. miejsce w grupie: 1989
- Mistrzostwo Uzbeckiej SRR:
  - mistrz: 1988

## Stadion
Klub rozgrywa swoje mecze domowe na stadionie Chirchiq w Chirchiqu, który może pomieścić 6,000 widzów.

## Piłkarze
Znani piłkarze:
- / Oleg Belyakov
- / Pavel Bugalo

## Trenerzy
...
- 1988–1993: / Gennadiy Mixaylutsa

...
- 1995:  Gennadiy Mixaylutsa